# Nous
Nous oder Nus (altgriechisch νοῦς [nûːs]) ist ein Begriff der antiken griechischen Philosophie. In der philosophischen Fachsprache bezeichnet der Ausdruck die menschliche Fähigkeit, etwas geistig zu erfassen, und die Instanz im Menschen, die für das Erkennen und Denken zuständig ist. Außerdem hat das Wort im allgemeinen Sprachgebrauch auch andere Bedeutungen. Im Deutschen wird „Nous“ meist mit „Geist“, „Intellekt“, „Verstand“ oder „Vernunft“ wiedergegeben. Die gängigste lateinische Entsprechung ist intellectus, doch werden auch mens, ratio und ingenium als Äquivalente verwendet. In metaphysischen und kosmologischen Lehren, die von einer göttlichen Lenkung der Welt ausgehen, wird als Nous auch ein im Kosmos wirkendes Prinzip bezeichnet, die göttliche Weltvernunft.

## Etymologie und verwandte Begriffe
Die Etymologie des Wortes nous ist in der Forschung umstritten. Einer älteren Hypothese zufolge ist es von einer erschlossenen Form σνόϝος (snówos) abzuleiten, die mit „schnüffeln“ im Sinne von „eine Gefahr wittern“ zusammenhängt (vergleiche auch englisch to sniff). Demnach handelt es sich um das Erfassen eines Sachverhalts aufgrund von Sinneswahrnehmung. Nach einer neueren Forschungsmeinung besteht ein Zusammenhang mit νεῖσΘαι (neísthai, „zurückkehren“) und νόστος (nóstos, „Rückkehr“).
Das zugehörige Verb ist νοεῖν (noeín, „wahrnehmen, denken“). Zur selben Wortfamilie gehören weitere philosophische Begriffe: „Noesis“ (Denktätigkeit, Denkakt) mit dem zugehörigen Adjektiv „noetisch“ (griechisch νοητός noētós), „Noetik“ (ein Teilgebiet der Logik oder eine nichtpsychologische Erkenntnislehre, bei Edmund Husserl die Phänomenologie der Vernunft), „Noema“ (Gedanke, einzelner Denkinhalt), „Noumenon“ (das Gedachte, bei Kant das Ding an sich) und „Dianoia“ (diskursives Denken). Während im Griechischen diánoia (διάνοια) oft eine „dianoetische“ Denkweise (schlussfolgerndes Voranschreiten) bezeichnet, ist mit nous häufig speziell ein intuitives „noetisches“ Denken gemeint (unmittelbares Erfassen eines evidenten Sachverhalts). Somit entspricht dianoia eher dem deutschen Begriff „Verstand“, nous eher dem deutschen Vernunft-Begriff. Der Sprachgebrauch in den antiken Quellen ist allerdings nicht einheitlich und nicht immer klar.

## Der Nous als Instanz im Menschen

### Vorsokratische Zeit
Das Substantiv nous (ursprünglich in der unkontrahierten Form nóos) und das Verb noein kommen schon im vorphilosophischen Sprachgebrauch der archaischen Zeit vor. Inwieweit mit diesen Ausdrücken damals klare, differenzierte Vorstellungen verbunden waren, ist nicht genau bekannt und in der Forschung umstritten. Homer verwendet noein auch in Zusammenhängen, wo es um Sinneswahrnehmung geht („erkennen“ im Sinne von „wahrnehmen“, „bemerken“), beispielsweise in der Aussage „Er wurde mit den Augen gewahr“. Die Sinneswahrnehmung ist bei ihm eng mit der Verarbeitung der von ihr gelieferten Eindrücke verbunden, die Sinnesorgane sind gleichsam Werkzeuge des Denkens. Die Tätigkeit des Nous erscheint als der geistige Aspekt des Wahrnehmens, den man mit „Innewerden“ oder „Realisieren“ wiedergeben kann. Trotz der engen Verknüpfung der Sinneswahrnehmung mit ihrer Auswertung unterscheidet Homer aber auch zwischen der Wahrnehmung als solcher und dem von ihr veranlassten Begreifen, beispielsweise der Erkenntnis, dass eine wahrgenommene Situation gefährlich ist. Für diesen homerischen Nous ist charakteristisch, dass er nicht analysierend erwägt, sondern die Situation unmittelbar erfasst und eine angemessene Reaktion veranlasst. Daneben kann noos bei dem Dichter aber auch das Denken eines Menschen bezeichnen, der einen inneren Monolog führt, der sich etwas ausdenkt und etwas plant.
Die philosophische Begriffsverwendung knüpfte an die umgangssprachliche an. Auch in philosophischen Texten ging es um das richtige Verständnis dessen, was dem Wahrnehmbaren als Realität zugrunde liegt. Das Ziel der Philosophen war aber nicht wie bei den Gestalten Homers das handlungsorientierte Erfassen einer Absicht oder der Bedeutung einer gegebenen konkreten Situation, sondern Einsicht in eine hinter dem Augenschein verborgene Wirklichkeit.
Vorsokratische Philosophen wie Empedokles und Demokrit grenzten das Denken nicht klar als Fähigkeit oder Tätigkeit besonderer Art vom Wahrnehmen ab. Sie betrachteten es ebenso wie das Wahrnehmen als körperlichen Vorgang, bei dem materiell Gleiches von Gleichem erfasst wird. Das machte ihnen später Aristoteles zum Vorwurf. So glaubte Empedokles, das „um das Herz fließende Blut“ sei der Träger der Denkkraft. Er meinte, das Blut sei der am besten gemischte Stoff und daher als Sitz der Erkenntnis geeignet.
Heraklit stellte polemisch fest: „Vielwisserei führt nicht zu Verständnis (nous).“ Damit meinte er, eine bloße Anhäufung von Kenntnissen verleihe keine tiefere Einsicht. Solche Einsicht sprach er den weitaus meisten Menschen ab.
Die Voraussetzungen für eine klare Unterscheidung von Sinnesaktivität und Denktätigkeit schuf Parmenides. Er bestimmte als alleinigen Gegenstand des Denkens das zeitunabhängig Seiende, dessen Gegensatz zum Bereich der vergänglichen Sinnesobjekte er betonte. Nach seiner Lehre existiert nur das Überzeitliche und daher Unwandelbare wirklich. Die Welt der veränderlichen Dinge ist unreal und ihrem Wesen nach trügerisch, sie kommt somit nicht als Objekt eines Denkens, das zu wahren Aussagen führen soll, in Betracht. Das überzeitliche Sein hingegen kann vom Denken adäquat erfasst werden, da Denken und Sein die gleiche Beschaffenheit aufweisen und eine untrennbare Einheit bilden. Daher ist der Nous diejenige Instanz im Menschen, die auf sich allein gestellt zur Wahrheitserkenntnis befähigt ist. Von dieser Fähigkeit macht der Denker Gebrauch, wenn er sich dem unveränderlichen Sein zuwendet. Dabei setzt er auch diskursives, folgerndes Denken ein. Nach der Lehre des Parmenides ist nicht nur das unmittelbare Erfassen des Seins, sondern auch logisches Schließen eine Aktivität des Nous.
In der Forschung seit langem umstritten ist die Frage, was bei Parmenides die genaue Bedeutung des Verbs noein ist. Manche Philosophiehistoriker sehen darin in erster Linie ein Erkennen als unfehlbares intuitives Erfassen der Wahrheit; daher sei noein – wie schon Martin Heidegger in seiner Parmenides-Interpretation darlegte – eigentlich nicht mit „denken“ angemessen wiederzugeben, sondern eher mit „erkennen“. Heidegger übersetzt es als „vernehmen“, da es ein reines anschauendes Vernehmen von etwas Vorhandenem in dessen purer Vorhandenheit sei. Entsprechende Forscher berufen sich auf die Behauptung des Parmenides, es gebe kein noein des Nichtseienden. Sie meinen, mit noein könne somit kein Denken gemeint sein, denn etwas Nichtseiendes könne durchaus gedacht werden. Eine andere Forschungsrichtung zieht die Übersetzung „denken“ vor und weist darauf hin, dass noos und noein bei Parmenides durchaus irrtumsfähig sind. Festzuhalten bleibt, dass Parmenides dem menschlichen noein die Fähigkeit zur korrekten Erfassung seines Gegenstands, des Seienden, zuschreibt, doch nur unter Voraussetzungen, die nicht von vornherein gegeben sind, sondern vom Denker erst geschaffen werden müssen.

### Platon
Platon greift den Ansatz des Parmenides auf und arbeitet eine scharfe Unterscheidung zwischen den körperlichen Objekten der Sinneswahrnehmung und einem rein geistigen, nur dem Nous zugänglichen Bereich heraus. Unter Noesis versteht er das höchste Erkenntnisvermögen, diejenige Betätigung des Nous, mit der dieser das unwandelbare Seiende unmittelbar und wirklichkeitsgemäß erfasst, unabhängig von jeder Sinneswahrnehmung. Dazu sind grundsätzlich alle Seelen von Natur aus befähigt, doch diejenigen, welche sich mit Körpern verbunden haben, haben dadurch meist die noetische Erkenntnisfähigkeit verloren. Das gilt für die Seelen der Tiere, aber auch für die weitaus meisten Seelen der Menschen. Eine Wiedererlangung der eingebüßten Fähigkeit hält Platon für möglich; den Weg dazu bietet für ihn die Philosophie.
Der noetischen Erkenntnisweise, die allein echtes Wissen vermittelt, ist im Platonismus die Dianoia (das von Sinneseindrücken ausgehend folgernde Denken) untergeordnet. Die Dianoia, zu der das teilweise wahrnehmungsbezogene Denken der Mathematiker zählt, kann zwar auch zu Wissen führen, doch ist sie irrtumsanfällig, weil sie auf trügerischen Sinneseindrücken und unbewiesenen Voraussetzungen fußt. Alles Denken, das sich nicht ausschließlich auf Nichtsinnliches richtet, erzeugt nur eine unzulängliche, möglicherweise falsche Meinung (doxa).
Platon ist der Überzeugung, dass der Nous stets an eine Seele gebunden ist, ohne die er nicht existieren kann. Im Rahmen der natürlichen Ordnung des Seelenlebens beherrscht und lenkt der Nous die Seele. Sofern er die ihm zustehende Lenkfunktion tatsächlich ausüben kann, handelt der Mensch besonnen und ethisch korrekt. Fehlverhalten ist auf eine Störung der innerseelischen hierarchischen Ordnung zurückzuführen.

### Aristoteles
Wesentliche Teile der Nouslehre des Aristoteles sind in seinen Werken nur skizzenhaft dargestellt, nicht systematisch ausgearbeitet, und die Übertragung seiner Begriffe in moderne Terminologie ist problematisch. Daher ist die Interpretation zentraler Elemente in der Forschung umstritten.
Für Aristoteles ist der Nous als Denkvermögen der oberste Seelenteil des Menschen, definiert als „das, womit die Seele denkt und Annahmen macht“. Dieser Teil ist nur in der menschlichen Seele vorhanden, während das Wahrnehmungsvermögen auch den Tieren und die für die Ernährung zuständige Funktion der Seele allen biologisch beschreibbaren Lebewesen zukommt. Nicht nur tatsächliche Erkenntnisse, sondern auch falsche Meinungen werden ausschließlich vom Nous hervorgebracht. Die Fähigkeit der Tiere, sich aufgrund ihrer Wahrnehmungen situationsgerecht zu verhalten, führt Aristoteles auf eine besondere Funktion des tierischen Wahrnehmungsvermögens zurück, die sich ihrem Wesen nach von der Tätigkeit des menschlichen Nous unterscheidet.
Der Nous ist selbst formlos, er weist keine vorgegebenen Inhalte auf und hat keine eigene Natur (abgesehen von seiner uneingeschränkten Aufnahmefähigkeit) und kein ihm zugeordnetes Organ. Aristoteles vergleicht ihn mit einer leeren Schreibtafel. Wegen dieser Unbestimmtheit ist der Nous in der Lage, alle Formen in sich aufzunehmen, er verfügt also der Möglichkeit nach über sie. Erst wenn er eine bestimmte Form denkend aufnimmt, wird aus der Möglichkeit hinsichtlich dieser Form Wirklichkeit. Der Nous wird jeweils das was er denkt, solange er es denkt; für alles Nichtmaterielle gilt, dass Subjekt und Objekt des Denkens identisch sind. Im Unterschied zu den beiden anderen Seelenteilen ist der Nous nicht mit dem Körper vermischt, sondern autonom, doch benötigt er für seine Tätigkeit die Vorstellungen (Phantasmata), die der wahrnehmende Seelenteil hervorbringt. Die ernährende und die wahrnehmende Seele existieren von Anfang an nur in Verbindung mit dem Körper, der Nous hingegen zeichnet sich durch ein vom Körper unabhängiges Dasein aus. Er kommt von außen her in den Körper („zur Tür herein“).
Aristoteles verwirft die Ansicht, es könne eine materielle Basis und Erklärung für die Tätigkeit des Nous geben. Nach seiner Argumentation hätte eine materielle Basis zur Folge, dass das Denken so wie die Sinne auf bestimmte Arten von Objekten und auf bestimmte räumliche Bereiche beschränkt wäre. Nichtseiendes wäre dann für den Nous unvorstellbar, zu Entferntem hätte er allenfalls mittels einer materiellen Übertragung, mit der die Distanz überwunden wird, Zugang. Der Nous kann aber alles gleichermaßen denken, er agiert unabhängig von der Existenz oder der Distanz des Gedachten. Außerdem kann nichts Denkbares den Nous durch ein Übermaß schädigen oder zerstören, im Gegensatz zu den Sinnen, bei denen übermäßig starke Eindrücke Zerstörung anrichten.
Wie Platon unterscheidet auch Aristoteles das zuverlässige noetische Erfassen einzelner einfacher Sachverhalte, die Betätigung des Nous im engeren Sinne, vom folgernden und vergleichenden Denken, das auf der möglicherweise irrigen Ableitung eines Gedankens aus einem anderen beruht und daher fehlbar ist. Prinzipien, die für eine wissenschaftliche Beweisführung vorausgesetzt werden müssen, aber selbst nicht deduktiv ableitbar sind, können nur auf noetischem Weg gewonnen werden. Diesen Vorgang hält Aristoteles aber nicht für intuitiv im Sinne einer platonischen Wesensschau, sondern deutet ihn empirisch als Ergebnis wiederholter Wahrnehmung: Aus mehreren Wahrnehmungen bildet sich eine Erinnerung, mehrere Erinnerungen ermöglichen Verstehen (lógos); eine Mehrzahl von Erinnerungen führt zu einer bestimmten Erfahrung (empeiría), auf vielen Erfahrungen fußt die Prinzipienerkenntnis.
Eine wichtige Rolle spielt in der Philosophie des Aristoteles die Unterscheidung zwischen verschiedenen Arten des Nous, die für jeden menschlichen Denkvorgang benötigt werden. Eine Art ist der „erleidende“ Nous, der affiziert wird, der nur Einwirkungen erfahren kann (nous pathētikós). Diesen passiven Nous hält Aristoteles für vergänglich. Ein andersartiger Nous ist der bewirkende (von späteren Kommentatoren nous poiētikós genannt, lateinisch intellectus agens). Nur der bewirkende Intellekt, der Nous im eigentlichen Sinn, ist für Aristoteles ewig, immateriell und autonom. Er überführt die Denkobjekte aus der Möglichkeit, denkbar zu sein, in die Wirklichkeit, Denkgegenstand zu sein. Der bewirkende Intellekt verhält sich zum erleidenden wie das Licht zu den Farben, die es sichtbar macht. Er ist selbst von keinerlei Einwirkungen betroffen. Sein unablässiges Wirken ist für Aristoteles der höchste Zweck des menschlichen Daseins und zugleich die höchste Art Glückseligkeit, die der Mensch erreichen kann. Irrtümer, die beim Denken unterlaufen, sind darauf zurückzuführen, dass der erleidende Nous, der zu den vergänglichen Dingen gehört, wie der Körper einem Zerstörungsprozess unterliegt.

### Aristoteliker
Die in der Antike als Peripatetiker bezeichneten Schüler des Aristoteles und späteren Anhänger des Aristotelismus setzten in der Nous-Lehre teils andere Akzente als er oder widersprachen seiner Auffassung. Theophrastos von Eresos, der Nachfolger des Aristoteles als Schulleiter (Scholarch), betonte, dass der mögliche Intellekt nicht reine Möglichkeit sei in dem Sinne, dass er schlechthin „nichts“ ist, solange er nicht durch einen Gedanken in den Akt überführt wird. Vielmehr sei er auch als bloße Möglichkeit im selben Sinne real wie materielle Substrate. Theophrasts Nachfolger Straton von Lampsakos wandte sich gegen die strikte Trennung von Wahrnehmung und Denken. Er meinte, der Nous sei nicht erst für die Auswertung der Wahrnehmungen zuständig, sondern schon am Wahrnehmungsakt maßgeblich beteiligt, denn er sei es, der sieht und hört, indem er die Reizung der Sinnesorgane bemerkt.
In der römischen Kaiserzeit setzte sich der einflussreiche Aristoteles-Kommentator Alexander von Aphrodisias mit der aristotelischen Vorstellung eines von außen in den Körper hereinkommenden Nous auseinander. Er meinte, dies könne nicht räumlich zu verstehen sein, sondern sei in übertragenem Sinn als Aktivierung des Denkpotentials durch das Einsetzen eines Denkvorgangs aufzufassen, da der Verstand keinen Ortswechsel durchführe. Alexander nahm eine Dreiteilung des Nous vor, indem er die erleidende Seite teilte: Dem bewirkenden (aktuellen) Nous stellte er einen potentiellen  (möglichen) und einen habituellen gegenüber. Der potentielle (mögliche) Nous (dynámei nous, lateinisch intellectus possibilis) ist potentiell (der Möglichkeit nach) in der Lage, die Denkobjekte zu erfassen, doch verwirklicht er von sich aus diese Denkmöglichkeit nicht. Nach Alexanders Lehre ist er „materieartig“ (hylikós), er ist reine Potenz. Unter dem Einfluss des bewirkenden geht er in den habituellen (nous en héxei) oder erworbenen (epíktētos nous) über. Der habituelle Intellekt ist derjenige, der bereits intelligible Formen aufgenommen hat, so dass Wissen vorhanden ist.
Die spätantiken Aristoteles-Kommentatoren, die mit Ausnahme von Themistios Neuplatoniker waren, vermischten in ihrer Nous- und Seelenlehre platonisches mit aristotelischem Gedankengut. Themistios, ein neuplatonisch beeinflusster Aristoteliker des 4. Jahrhunderts, vertrat ein aristotelisches Konzept mit neuplatonischen Elementen. Wie Alexander von Aphrodisias unterschied er drei Arten von Nous. Er meinte, der mögliche Nous sei nicht mit dem Körper vermischt. Er könne ebenso wie der bewirkende Nous vom Körper abgetrennt werden; beide seien unvergänglich, aber nicht im Sinne von Fortexistenz eines Individualitätsbewusstseins nach dem Tode, denn beide seien überindividuell. Daneben gebe es noch einen dritten, erleidenden Nous (pathētikós nous), der untrennbar mit dem Körper verbunden und somit vergänglich sei; auf ihm beruhe das Individualitätsbewusstsein. Der erleidende Nous sei für das Gedächtnis, die Gemütsbewegungen und das diskursive Denken zuständig. Manche spätantike Kommentatoren identifizierten den erleidenden Nous mit der Vorstellungskraft (phantasía).

## Der Nous als ontologisches und kosmologisches Prinzip

### Vorsokratische Zeit
Unabhängig von der Reflexion auf die spezifisch menschliche Denk- und Erkenntnisfähigkeit bildet sich schon in der vorsokratischen Philosophie die Vorstellung aus, es gebe auch eine übermenschliche, universale, dem göttlichen Bereich zugeordnete Vernunft, die für die gesamte Ordnung und Lenkung des Kosmos zuständig sei. Heraklit nennt die Weltvernunft Logos, andere Vorsokratiker verwenden den Ausdruck „Nous“. Xenophanes schreibt der Gottheit die Fähigkeit zu, alles „mit der Kraft ihres Nous“ zu erschüttern. Anaxagoras nimmt einen ewigen kosmischen Nous an, dem er göttliche Eigenschaften und Funktionen zuweist, insbesondere Unendlichkeit (Grenzenlosigkeit) und die Rolle der Instanz, die alles weiß, arrangiert und ordnet. Für diesen Vorsokratiker ist der Nous ein eigenständiges Prinzip, das die sinnlich wahrnehmbare Welt autonom beherrscht und die Veränderungen in ihr verursacht; er ist homogen, mit nichts vermischt, er ist das Feinste und Reinste. Daraus geht hervor, dass Anaxagoras den Nous nur graduell, nicht prinzipiell von der Materie unterscheidet und ihn nicht für transzendent hält. In seiner Lehre ist der Nous das Prinzip des Werdens, aber nicht selbst in den Prozess des Werdens eingebunden.

### Platon
In Platons Philosophie gehört die Lehre von der Vernünftigkeit der Weltordnung zu den Kerngedanken. Der Nous herrscht als Weltvernunft über Himmel und Erde. In der platonischen Schöpfungslehre ist es der Demiurg (Schöpfergott), dessen Nous die Ideen, die ewigen Urbilder der sinnlich wahrnehmbaren Dinge, dem physischen Kosmos vermittelt und diesem dadurch Gestalt verleiht. Dabei benötigt der göttliche Nous, um auf den ihm fremden raumzeitlichen Bereich der Materie einwirken zu können, die Weltseele als Zwischeninstanz. Durch diesen geistigen Einfluss erhält die von sich aus ungestaltete, chaotische Sinneswelt ihre vernunftgemäße und damit auch schöne Struktur und wird zugleich belebt, denn die platonische Ideenwelt, der sie alles verdankt, ist selbst von Leben durchdrungen. Als Erzeugnis der Ideenwelt ist die Welt der sinnlich wahrnehmbaren Formen ein von der Weltseele beseeltes und gelenktes Lebewesen. Sie ist auch selbst vernünftig, da der Demiurg die Weltseele mit einem eigenen Nous ausgestattet hat, der die Ursache der regelmäßigen Abläufe im Kosmos ist.
Vom Nous geht nur Gutes aus, seine schöpferische Tätigkeit zielt stets auf das Bestmögliche. Allerdings ist seine Herrschaft im Kosmos nicht absolut. Das Prinzip, das seinen Einfluss auf die materielle Welt einschränkt, ist die Notwendigkeit (anánkē). Die Notwendigkeit setzt dem innerhalb des materiellen Bereichs Realisierbaren diejenigen Grenzen, die sich notwendigerweise aus der Natur der Materie ergeben. Die Materie ist nämlich ihrer Natur nach nicht dazu geeignet, sich ebenso wie die geistige Welt widerstandslos vom Nous gestalten und lenken zu lassen. Ihre naturgegebene (und damit notwendige) Mangelhaftigkeit lässt das nicht uneingeschränkt zu. Im Schöpfungsmythos, der in Platons Dialog Timaios erzählt wird, bewegt der Nous die Notwendigkeit durch „vernünftige Überredung“ zur Unterwerfung und zu konstruktivem Zusammenwirken. Sein Walten setzt sich gegenüber dem Zufälligen, Ungeordneten, das notwendigerweise aus der Beschaffenheit der Materie resultiert, weitgehend durch. Daraus ergibt sich, dass im Kosmos Ordnung und Gesetzmäßigkeit vorherrschen. Die Tendenz der Materie zum Chaotischen wird durch die Einwirkung des Nous eingedämmt. Somit ist die Welt, in der die Menschen leben, nicht als Erzeugnis des vollkommenen Nous in jeder Beziehung schlechthin optimal. Vielmehr sind die bestehenden Gegebenheiten nur das Beste, was der Nous hier der Notwendigkeit abringen kann.

### Aristoteles
Auch für Aristoteles ist der Nous nicht nur ein Teil der menschlichen Seele, sondern er bezeichnet mit diesem Begriff auch ein kosmologisches Prinzip, den „ersten Beweger“. Der erste Beweger ist die ewige, selbst unbewegte, keiner Beeinflussung oder Veränderung unterliegende Substanz, welche alle Bewegung verursacht. Die beweglichen Dinge sind in Bewegung, weil sie von ihrem Streben zum unbewegten Beweger angetrieben werden. Dieser ist somit zwar die Ursache ihrer Bewegung, doch ohne dass er selbst hinsichtlich des Kosmos irgendeine Absicht verfolgt. Seine Ursächlichkeit ergibt sich aus seiner Existenz; er schafft die Bewegung nicht, sondern löst sie  nur aus.
Im Gegensatz zu den der Möglichkeit nach (potentiell) existierenden, nur zeitweilig verwirklichten Dingen ist der Nous als erster Beweger reine Wirklichkeit (enérgeia, Akt) im Sinne der aristotelischen Unterscheidung von Akt und Potenz. Das Denken ist als höchstrangige Aktivität zugleich die einzige, die dem ersten Beweger angemessen ist und ihm daher auch notwendigerweise immer zukommt. Daraus folgt im Aristotelismus, dass der Nous unablässig denkt. Da das Objekt seines Denkens nichts sein kann, was von niedrigerem Rang ist als er selbst (anderenfalls wäre seine Würde durch die Hinwendung zu etwas Geringerem beeinträchtigt), kann er nur sich selbst denken. Somit ist die Denktätigkeit des Nous ausschließlich auf ihn selbst bezogen, sie ist nóēsis noḗseōs („Denken des Denkens“). Da für Aristoteles der erste Beweger das höchste Prinzip ist, lokalisiert er den mit diesem Prinzip gleichgesetzten Nous an der Spitze der ontologischen Hierarchie.

### Hellenismus und römische Kaiserzeit
Für Platons Schüler Speusippos ist der Nous mit dem Demiurgen identisch, er ist ein transzendenter Gott. Xenokrates, ein weiterer Schüler Platons, setzt den Nous mit der monás gleich, dem Einen (hen) als dem ontologisch höchsten Prinzip und der obersten Gottheit.
Im Mittelplatonismus und im Neupythagoreismus ist die Auffassung verbreitet, das ontologisch höchste Prinzip sei mit dem Seienden und zugleich mit dem Nous und mit Platons Demiurgen zu identifizieren. Die Mittelplatoniker betonen die Transzendenz dieses Prinzips gegenüber den übrigen Seinsstufen, die ihm alle untergeordnet seien. Mit der Positionierung des Nous an der Spitze der hierarchischen Rangordnung stimmen sie mit Aristoteles und Xenokrates überein. Dieser Ansicht schließt sich auch der Verfasser der Chaldäischen Orakel an; er stellt den „ersten Nous“ als „Monas“ an die Spitze seines Systems und fasst die Weltseele, die in seiner Stufenordnung unmittelbar auf diese oberste Gottheit folgt, als zweiten Nous auf. Auch der einflussreiche Mittelplatoniker Numenios nimmt unter dem ersten Nous einen zweiten an, den er für den Schöpfer des sinnlich wahrnehmbaren Kosmos hält.
Im 3. Jahrhundert fasst Plotin, der Begründer des Neuplatonismus, die Ideen mit Berufung auf Platon als die Inhalte der zeitlosen Selbstanschauung des absoluten, überindividuellen Nous auf. Diesen Nous identifiziert er mit dem ursprünglich Seienden und – wie schon die Mittelplatoniker – mit dem Demiurgen. Im Unterschied zu den Mittelplatonikern grenzt er den Nous aber scharf vom Einen, dem höchsten Prinzip, ab. Das Eine hält er für „überseiend“, der Nous ist bei ihm das Abbild des Einen und als solches das zweithöchste, dem Einen unmittelbar untergeordnete Prinzip. Ausführlich begründet Plotin seine Überzeugung, dass das Eine vom Nous verschieden und ihm übergeordnet sei. Er argumentiert, wenn das Denken des Nous sich auf ihn selbst beziehe, sei er zugleich Denkendes und Gedachtes und damit sei in ihm bereits eine Zweiheit gegeben, die seine Identität mit dem absolut Einen ausschließe. Wenn sich der Nous aber denkend einem Objekt zuwende, das außerhalb von ihm ist, so werde dieses Objekt als ihm vorgängiges Prinzip vorausgesetzt, was ebenfalls die Annahme einer vorhandenen Zweiheit erfordere und damit die Gleichsetzung des Nous mit dem höchsten Prinzip, dem ursprünglich Einen, verunmögliche.
Plotin ist der Auffassung, dass der Nous sich einerseits dem Einen zuwendet („auf es hinblickt“), andererseits aber auch bei sich selbst ist und – wie schon Aristoteles annahm – sich selbst denkt. Dieses Denken ist ein unmittelbares Erfassen der in ihm enthaltenen Denkobjekte. Im Nous bilden Denksubjekt, Denkobjekt und der überzeitlich zu verstehende Denkakt eine Einheit, das Denkobjekt hat ontologisch keine Priorität vor dem Denken. Neben dem Denken und dem Sein hebt Plotin das Leben als drittes Merkmal des Nous hervor. Die Einzelseele ist grundsätzlich fähig, zum überindividuellen Nous aufzusteigen und sich ihm dabei so anzugleichen, dass sie ihn intuitiv erfassen kann.
Bei den spätantiken Neuplatonikern Iamblichos, Syrianos und Proklos wird die Nous-Lehre ausgebaut und durch Untergliederung des Nous ausdifferenziert. Iamblichos führt innerhalb des Nous die Unterscheidung zwischen einer höherrangigen „intelligiblen Welt“ (kósmos noētós) und einer untergeordneten „intellektualen Welt“ (kósmos noerós) ein, wobei er beiden noch eine Binnenstruktur zuweist. Syrianos und Proklos ergänzen dieses zweistufige Modell um eine Zwischenstufe, die „intelligible und intellektuale Welt“. Für Proklos ist in der hierarchischen Stufenordnung jede Stufe das Erzeugnis des Denkakts der jeweils unmittelbar übergeordneten Stufe.

### Mittelalter und Neuzeit
Im Byzantinischen Reich wirkten neuplatonische Nous-Vorstellungen über die Werke einflussreicher Theologen wie Pseudo-Dionysius Areopagita und Maximus Confessor nach. Der spätantike christliche Neuplatoniker Pseudo-Dionysius, an dessen Konzept im 7. Jahrhundert Maximus anknüpfte, nahm drei Bewegungsformen der Geistseele an: eine kreisförmige, mit der sich die Seele von allem Äußeren zurückzieht und auf sich selbst konzentriert, eine spiralförmige, mit der sie diskursiv folgert, und eine geradlinige, mit der sie ihre Auseinandersetzung mit der Welt der Sinnesobjekte vollzieht. Die erste ordnete Maximus dem Nous als dem höchsten Erkenntnisvermögen des Menschen zu, die zweite dem Logos als zweitrangigem Erkenntnisvermögen und die dritte der Sinneswahrnehmung. Im lateinischsprachigen Westen griff im 9. Jahrhundert der Philosoph Eriugena diese Einteilung auf.
In der west- und mitteleuropäischen philosophischen Literatur des Mittelalters und der Frühen Neuzeit wurde für den Intellekt gewöhnlich nicht der griechische Ausdruck nous, sondern das lateinische Wort intellectus verwendet. Allerdings diente intellectus auch speziell zur Bezeichnung der diskursiven Verstandestätigkeit im Gegensatz zur lateinisch ratio genannten Vernunft. Die Begriffsverwendung war nicht durchgängig klar und konsequent.
In literarischen Darstellungen einer von antikem Gedankengut geprägten Kosmologie tritt im 12. Jahrhundert der Nous, als Noys latinisiert, bei Bernardus Silvestris und Alanus ab Insulis in der Rolle des personifizierten göttlichen Geistes auf. Bei diesen Autoren ist Noys eine allegorische weibliche Gestalt, welche die göttliche Weisheit und Vorsehung verkörpert und in der Schöpfung zur Geltung bringt. In Bernardus’ Dichtung Cosmographia gehört sie zu den Hauptfiguren und wird als Gottes Tochter bezeichnet.